# Баньяско
Баньяско (итал. Bagnasco) — коммуна в Италии, располагается в регионе Пьемонт, в провинции Кунео.
Население составляет 1033 человека (2008 г.), плотность населения составляет 33 чел./км². Занимает площадь 31 км². Почтовый индекс — 12071. Телефонный код — 0174.
Покровительницей коммуны почитается Пресвятая Богородица (Madonna del Rosario), празднование в первое воскресение октября.

## Демография
Динамика населения:

## Администрация коммуны
- Официальный сайт: http://www.comune.bagnasco.cn.it